# Alexander Douglas-Hamilton, 16.º Duque de Hamilton
Alexander Douglas Douglas-Hamilton, 16.º Duque de Hamilton e 13.º Duque de Brandon (31 de março de 1978) é um nobre e empresário britânico.

## Biografia
Ele é filho de Angus Douglas-Hamilton, 15º Duque de Hamilton, e sua primeira esposa, Sarah Scott, e foi educado na Keil School, em Dumbarton e na Gordonstoun, ambos na Escócia.
Após a morte de seu pai em 5 de junho de 2010, ele se tornou o 16º Duque de Hamilton no Pariato da Escócia e o 13º Duque de Brandon no Pariato da Grã-Bretanha. Ele também herdou outros títulos e nobrezas escoceses, como Marquês de Douglas, Marquês de Clydesdale, Conde de Angus, Conde de Lanark, Conde de Arran e Cambridge, Lord Abernethy e Jedburgh Forest, Lord Machanshyre e Polmont e Lord Aven e Innerdale, e o Baronato de Dutton no pariato da Grã-Bretanha.
O duque é o guardião hereditário do Palácio de Holyroodhouse e o portador hereditário da Coroa da Escócia. Nesse papel, ele caminha imediatamente antes do monarca na antiga procissão cerimonial conhecida como Cavalgada do Parlamento.
A sede dos duques de Hamilton é Lennoxlove House, substituindo o agora demolido Hamilton Palace.

### Casamento e descendência
Em 7 de maio de 2011, ele se casou com Sophie Ann Rutherford (nascida em 8 de dezembro de 1976) em Edimburgo. Ela é designer de interiores e filha de Hubert A. J. Rutherford (n. 1940), de Roxburghshire, e Isabel W. Taylor (n. 1943), de Edimburgo. O casal tem três filhos:
- Douglas Douglas-Hamilton, Marquês de Douglas e Clydesdale (2012)
- Lord William Frederick Douglas-Hamilton (2014)
- Lord Basil Douglas-Hamilton (2016)

### Morte da Rainha Isabel II
Em 12 de setembro de 2022, durante um serviço memorial na Catedral de St. Giles, o duque colocou a Coroa da Escócia sobre o caixão da Rainha Isabel II.

## Títulos e estilo
- 31 de março de 1978 - 5 de junho de 2010: O Mais Honorável Marquês de Douglas e Clydesdale
- 5 de junho de 2010 - presente: Sua Graça, o Duque de Hamilton e Brandon